# Der arme Poet
Der arme Poet ist das bekannteste und beliebteste Bild des deutschen Malers Carl Spitzweg.

## Beschreibung
Das Bild zeigt einen Schriftsteller in seiner ärmlichen Dachstube. Das enge Zimmer wird links von einem kleinen Fenster beleuchtet. Rechts sind die Sparren des Hausdachs, an dem ein Regenschirm hängt, der die Schlafstelle vor der durch das Dach tropfenden Feuchtigkeit schützt. Am rechten Bildrand ist die Zimmertür zu erkennen. Gegenüber der Tür, am linken Bildrand, befindet sich ein grüner Kachelofen ohne Feuer darin. Der dargestellte Schriftsteller besitzt kein Bett. Stattdessen liegt an der Wand eine Matratze auf dem Boden, auf der der arme Poet in einem Schlafrock, mit einer Schlafmütze auf dem Kopf liegt. Der Schlafrock ist zerschlissen und am Ellbogen geflickt. Auf seinen Knien hält der Schriftsteller mit der linken Hand einige Manuskriptseiten. Mit der rechten Hand vollführt er mit Daumen und Mittelfinger eine Geste, die er durch seine Brille hindurch fixiert.
Vor der Matratze stehen und liegen dicke Bücher sowie zwei Schachteln, auf denen ein Tintenfass steht. Auf dem Rücken des aufrecht stehenden Buchs ganz rechts stehen die lateinischen Worte: „Gradus ad Parnassum“ (deutsch: „Stufen zum Parnass“), was entweder der Titel des im Jahr 1725 herausgegebenen theoretischen Hauptwerks des österreichischen Komponisten Johann Joseph Fux oder – im Kontext dieses Bildes näherliegend – der von dem Jesuiten Paul Aler in Köln 1702 veröffentlichten Anleitung zum Verfassen lateinischer Verse ist. An die Wand malte der Dichter mit roter Farbe wahrscheinlich das Versmaß des Hexameters. Auf dem grünen Kachelofen steht eine Kerze auf einer Flasche, daneben die Waschschüssel, an einer Wäscheleine darüber hängt ein Handtuch.
Am nicht beheizten Ofenrohr hängt ein Zylinderhut. Im Ofenloch stecken Papierblätter, die wohl zu den Papieren gehören, die vor dem Ofen liegen und die, ebenfalls lateinisch, mit „Operum meorum fasciculum III“ (deutsch: „Das dritte Bündel meiner Werke“) beschriftet sind. Vor dem Ofen liegen außerdem noch ein einzelner Stiefel und ein Stiefelknecht. Links vom Ofen steht ein Mustopf, an der Wand daneben hängt der Ausgehrock und ganz links am Bildrand lehnt der Spazierstock an der Wand. Hinter dem Fenster sind verschneite Dächer. Ein Hinweis darauf, dass es kalt ist. Der Dichter jedoch ist so arm, dass er im Bett liegen bleibt, um sich wenigstens ein bisschen warm zu halten. Heizen kann er nur, wenn er seine Werke verschürt.

## Kommentar
Lange wurde gerätselt, was der Poet mit den Fingern der rechten Hand macht. Eine naheliegende Vermutung ist, dass er einen Vers skandiert. Nach einer anderen Interpretation zerdrückt er zwischen seinen Fingern einen  Floh – womit Spitzweg ironisch die Diskrepanz zwischen dem Anspruch des Dichters und der Wirklichkeit darstellen würde.
Das Thema „Künstler in ärmlichem Zimmer“ wurde schon vor Spitzweg aufgegriffen. Der britische Maler William Hogarth war der erste, der dieses Sujet im Jahr 1736 behandelte. William Turner griff das Thema im Jahr 1809 auf. Der italienische Künstler Tommaso Minardi malte in dieser Manier ein Selbstporträt. Honoré Daumier hat mit Poète dans la mansarde (1842) und Locataires et Proprietaires: Brigand de proprietaire (1847), offensichtlich beeinflusst von Spitzweg, das Thema in zwei Varianten aufgegriffen. Auch auf der Bühne gab es arme Dichter. Von August von Kotzebues Schauspiel Der arme Poet aus dem Jahr 1812 hatte Spitzweg vermutlich den Titel entlehnt.

## Geschichte / Fassungen

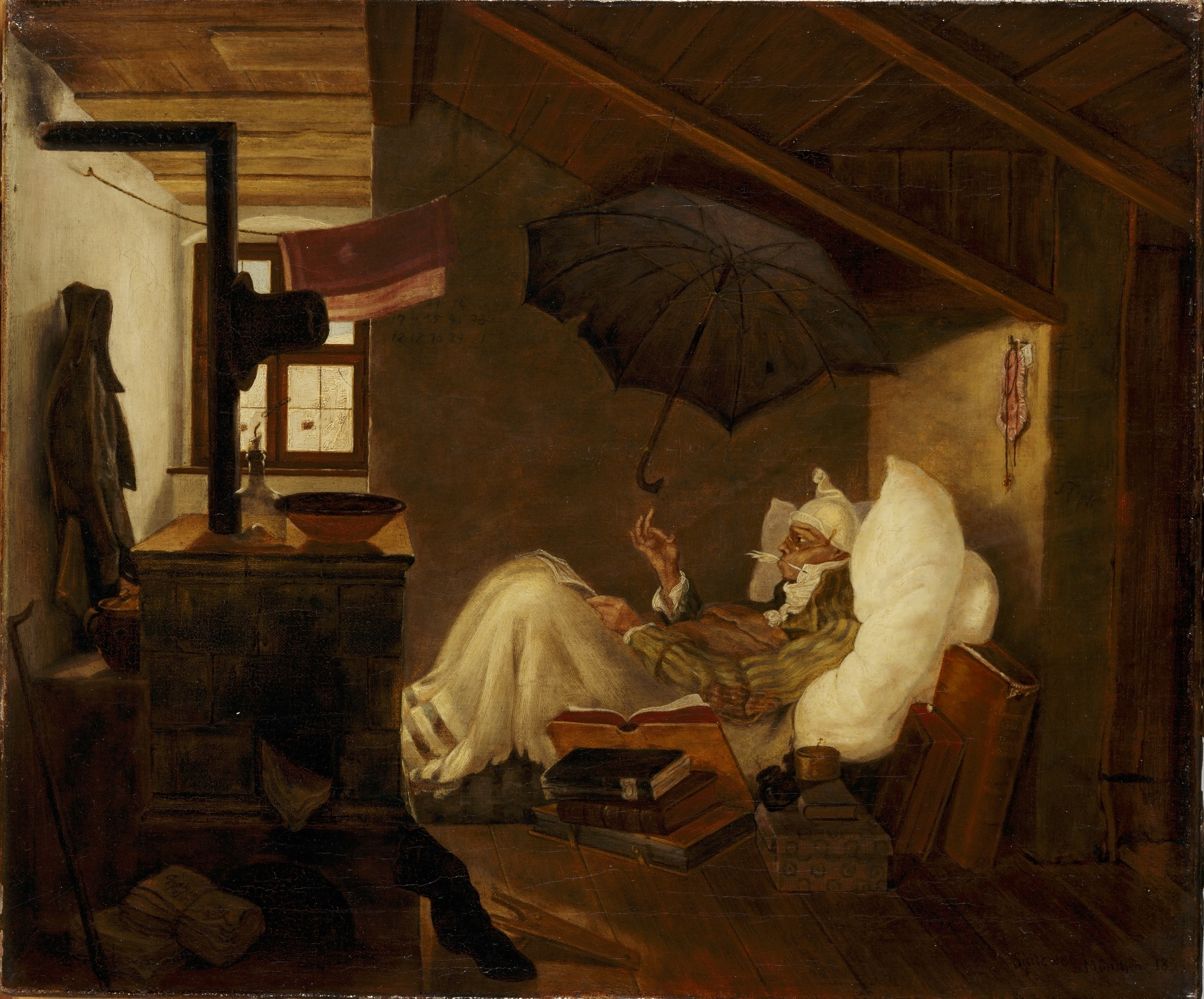
Erste Version (Privatbesitz)
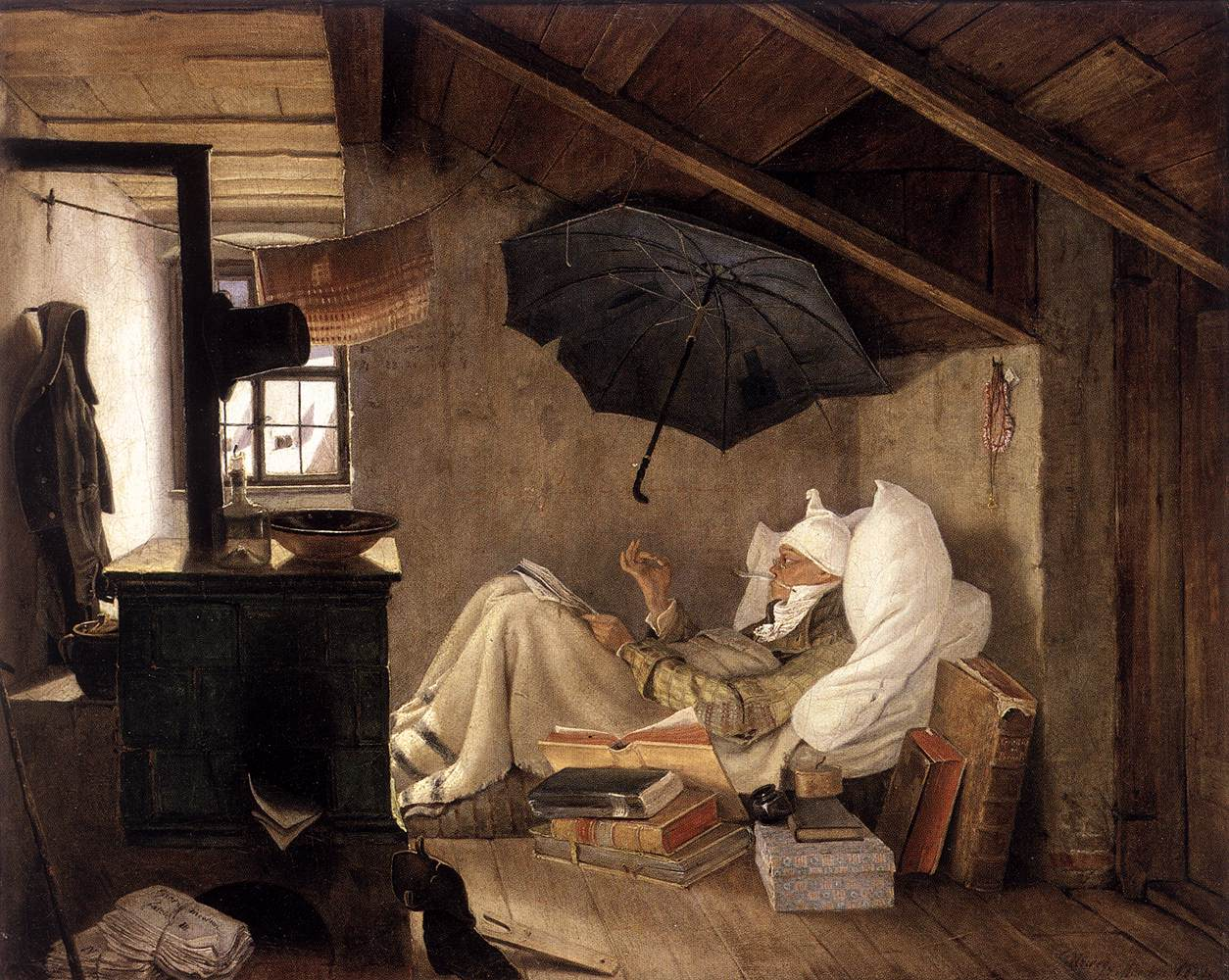
Dritte Version (gestohlen)

Der arme Poet ist das früheste Meisterwerk Spitzwegs. Als Vorbild diente ihm – dem heutigen Stand der Forschung zufolge – der von 1722 bis 1782 in München lebende und zumeist finanzielle Not leidende Dichter Mathias Etenhueber. Es gibt drei fertig ausgeführte Fassungen (alle 1839): Die mutmaßliche Erstfassung befindet sich in Privatbesitz und hing früher als Leihgabe im Germanischen Nationalmuseum in Nürnberg, die heute bekannteste Version befindet sich in der Neuen Pinakothek München. Diese bekam das Bild 1887 als Schenkung des Neffen Spitzwegs.
Eine weitere Version befand sich in der Nationalgalerie Berlin: Dieses Bild war 1976 Gegenstand einer politischen Kunstaktion von Frank Uwe Laysiepen (auch als Ulay bekannt): Er stahl das Bild, gab es aber nach wenigen Stunden zurück. Am 3. September 1989 rissen es Kunsträuber zusammen mit Spitzwegs Werk Der Liebesbrief von der Wand und brachten es mit Gewalt aus dem Schloss Charlottenburg. Beide Bilder sind bis heute nicht wieder aufgetaucht.
1839 gab Spitzweg es zur Ausstellung im Münchener Kunstverein frei. Es erhielt scharfe Kritik, u. a. wurde der „beabsichtigte Witz“ als „stimmungslos und fade“ bezeichnet. Das Bild wurde als befremdlich wahrgenommen und man lehnte es geschlossen als Verhöhnung der Dichterkunst ab.
Die früheste Ölskizze (1837) wurde im Januar 2012 bei Sotheby’s in New York für 542.500 US-Dollar versteigert und befindet sich jetzt im Grohmann Museum in Milwaukee.

## Rezeption
Die ersten Kritiken für den armen Poeten waren so schlecht, dass Spitzweg seine Bilder fortan nicht mehr mit seinem Namen, sondern lediglich mit seinem Monogramm, einem stilisierten Spitzweck (einem rautenförmigen Brötchen) signierte.
Eine Umfrage zu Beginn des 21. Jahrhunderts ergab, dass Der arme Poet – gleich nach Leonardo da Vincis Mona Lisa – zu den beliebtesten Bildern der Deutschen zählt. Die Deutsche Post widmete dem Gemälde 2008 eine Sonderbriefmarke.

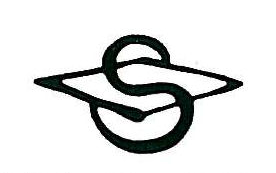
Spitzwegs Monogramm
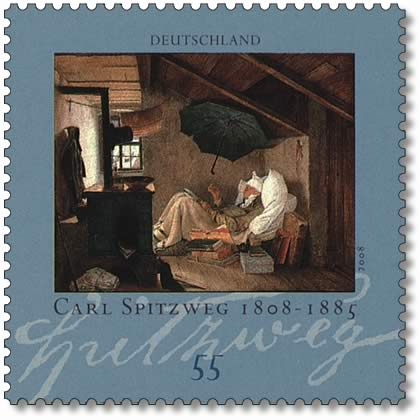
Sonderbriefmarke „200. Geburtstag Carl Spitzweg“